# Het ontsollen
Heer Bommel en het ontsollen (in boekuitgaven/spraakgebruik verkort tot Het ontsollen) is een verhaal uit de Bommelsaga, geschreven en getekend door Marten Toonder. Het verhaal verscheen voor het eerst op 24 maart 1982 en liep tot 10 juli van dat jaar. Het thema van het verhaal is geriatrie.

## Inleiding herpublicatie
NRC Handelsblad drukt op 6 januari een inleiding af op de herpublicatie van het verhaal De erfpachter met nummer 01053. Ook het nieuwe verhaal Het ontsollen begint op 24 maart met een strip genummerd 01053. Het verblijf van de krakers op kasteel Bommelstein blijkt bediende Joost veel werk te hebben opgeleverd. Heer Bommel klaagt zoveel over deze huishoudelijke werkzaamheden, dat Joost zich wederom genoodzaakt ziet dokter Lapidar te ontbieden. Die schrijft heel veel rust voor en voor het slapen een druppeltje Valeriaan. Hij laat de kasteelheer geheel ontdaan achter.